# Рената Австрійська
Рената Австрійська (нім. Renata von Österreich), також Габсбург-Лотаринзька (нім. Renata von Habsburg-Lothringen; 2 січня 1888 — 16 травня 1935) — ерцгерцогиня Австрійська з династії Габсбургів, принцеса Богемії, Угорщини та Тоскани, донька ерцгерцога Австрійського Карла Стефана та ерцгерцогині Марії Терезії, дружина польського князя Ієроніма Миколая Радзивілла.

## Біографія
Рената народилась 2 січня 1888 року у Пулі, де її батько служив морським офіцером, другою дитиною та другою донькою в родині ерцгерцога Австрійського Карла Стефана Габсбурга та Марії Терезії Австрійської-Тосканської. Мала старшу сестру Елеонору, згодом у неї з'явилися менші брати Карл Альбрехт, Лео Карл, Вільгельм Франц та сестра Мехтильда.
Родина жила багато. Окрім маєтку на березі Адріатики, вони мали літню резиденцію на острові Лошинь, палац у Відні та велику яхту для круїзів. У 1895 році, після смерті герцога Тешенського, Карл Стефан, який був його прийомним сином, успадкував значні земельні володіння та матеріальні статки.
Рената отримала домашню освіту. Особливу увагу батьки приділяли вивченню іноземних мов. Всі діти навчалися за планом реальних шкіл. У сім'ї спілкувалися італійською. Батько часто брав дітей у подорожі Адріатичним морем.
Після суперечки батька з керівництвом збройних сил щодо реструктуризації флоту, він подав у відставку, й родина переїхала до Західної Галіції. Резиденцією родини став замок у місті Живець. Зиму продовжували проводити в Істрії. До Відня наїжджали дуже рідко.

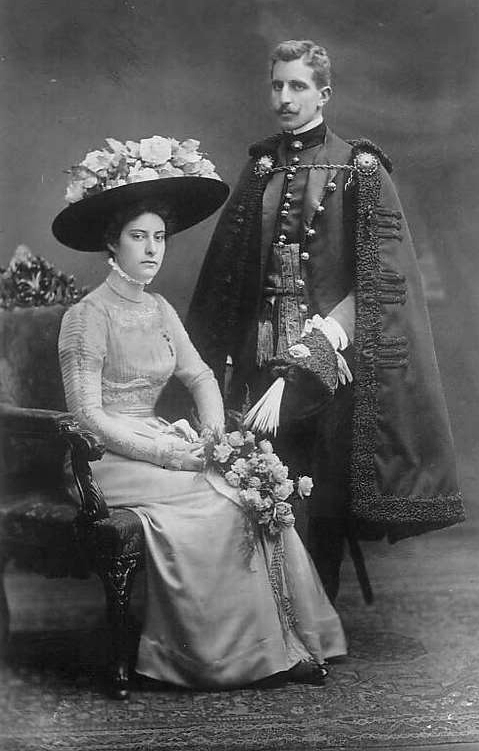
Рената та Ієронім Радзивілл, 1909

Відтепер метою голови родини стало заснування польської гілки династії Габсбургів. У їхньому маєтку часто бувала польська шляхта. Першого чоловіка він підшукав для Ренати. Ним став польський князь Ієронім Миколай Радзивілл, монархіст, випускник Ягеллонського університету та багатий землевласник. Про заручини оголосили у вересні 1908 року. Хоча наречений і належав до одного із найдавніших та найшляхетніших родів Польщі, він не був представником правлячої династії. Ренаті, внаслідок цього, довелося відмовитися після весілля від усіх титулів, які вона мала до шлюбу. Також пара підписала шлюбний договір, в якому зазначалося роздільне володіння майном.
Вінчання 21-річної ерцгерцогині та 24-річного князя відбулося 15 січня 1909 року в каплиці Живецького замку. Після весілля Ієронім забрав молоду дружину до свого родинного гнізда в Баліце. Його батько наприкінці XIX століття провів там повну реконструкцію та все оновив. У шлюбі народила шестеро дітей.
Рената Австрійська померла у Баліце у віці 47 років. Невдовзі її чоловік взяв шлюб із Ядвіґою Радзивілл. Наприкінці Другої світової війни його було інтерновано до СРСР, де він помер поблизу Ворошиловграду.